# Radio Soleil (Haïti)
Pour les articles homonymes, voir Radio Soleil (homonymie).
Radio Soleil est une station de radio haïtienne à thématique religieuse catholique basée à Port-au-Prince. Elle est diffusée en FM dans l’archidiocèse de Port-au-Prince. D’abord propriété de la Conférence épiscopale d’Haïti, elle devient ensuite celle de l’archidiocèse de la capitale.
La station a plusieurs objectifs : L’évangélisation, l’éducation, l’information et la distraction. Elle fut fondée en 1978 sous l’impulsion de la Conférence épiscopale d’Haïti. De sa fondation jusqu’aux années 1980 elle porte des revendications démocratiques. L’immeuble de l’archevêché, ou logeait la station, s’est effondré lors du séisme du 12 janvier 2010, avant de subir des pillages. La diffusion a repris dès le 22 janvier 2010 à partir d’un minibus. Grâce à des dons provenant d’organismes catholiques allemands et de l’épiscopat américain, la radio a reçu du matériel de diffusion installé dont deux préfabriqués.